# Bränn en stol
Bränn en stol är ett sketchbaserat radioprogram. Programmet sändes ursprungligen på Örebro universitets radiostation Radio Campus., men har senare även vikarierat för Tankesmedjan i P3 under sommaren 2015. Programmet har flera gånger sänts på Humorhimlen Lab i P3 

## Medverkande
Hannes Björkbacka, Robin Wohlin, Elisabeth Brånsgård, Olle Ohlsson, Andreas Palm, Anna Blomberg